# Affenindex
Der Affenindex oder englisch Ape-Index ist ein anthropometrisches Maß, das einen Zusammenhang zwischen Armspannweite und Körpergröße eines Menschen herstellt. Obwohl der Begriff in der unwissenschaftlichen Sportkletterszene entstand, findet man ihn mittlerweile auch in der wissenschaftlichen Literatur.

## Berechnung
Für die Berechnung des Affenindexes müssen die Körperhöhe und die Armspannweite gemessen werden. Die Armspannweite ist dabei definiert als die Strecke zwischen den Endpunkten der Mittelfinger bei seitlich horizontal weggestreckten Armen und Fingern.
Zur Berechnung selbst existieren zwei verschiedene Ansätze:
- Die gebräuchlichere und auch in wissenschaftlichen Arbeiten verwendete Methode definiert den Affenindex durch Division von Armspannweite durch Körperhöhe.[1][2][4]
- Nach einigen Websites, die sich mit dem Klettern befassen, wird der Affenindex durch Subtraktion ermittelt, indem von der Armspannweite die Körperhöhe abgezogen wird.[3]

Ein positiver Affenindex ist gegeben, wenn die Armspannweite die Körperhöhe übersteigt. Dies zeigt sich bei der Subtraktionsberechnung an einer positiven Zahl und bei der Divisionsmethode an einer Zahl größer als eins. Unterschreitet die Armspannweite die Körperhöhe, so ergibt sich bei der Subtraktionsberechnung eine negative Zahl und bei der Divisionsmethode eine Zahl kleiner als eins. Sind Armspannweite und Körpergröße gleich groß, resultiert dies in einem Affenindex von null bei der Subtraktionsmethode beziehungsweise eins für die Divisionsmethode.

## Eigenschaften des Affenindex
Bei Erwachsenen gibt es eine Korrelation von Armlänge und Körperhöhe. Die durchschnittliche Affenindexzahl liegt nah an der neutralen Indexzahl, das heißt, die Armspannweite stimmt nahezu mit der Körperhöhe überein. Dieser Befund wird auch von der deutschen Klettererbefragung gestützt, die einen nach der Divisionsmethode berechneten durchschnittlichen Affenindex von 1,02 ergab. Eine an einer großen Zahl Koreanern durchgeführte Studie ergab, dass bei klein gewachsenen Erwachsenen der Affenindex meistens nach unten, bei groß gewachsenen dagegen eher nach oben abweicht. Es verwundert deshalb nicht, dass Athleten mit extrem großen Armspannweiten und hohen Affenindexzahlen oft sehr groß sind: Beispiele dazu sind:
- Der Diskuswerfer Lars Riedel mit einer Körpergröße von 199 cm und einer Armspannweite von 210 cm (Divisionsmethode: 1,055)
- Der Schwimmer Michael Phelps mit einer Körpergröße von 193 cm und einer Armspannweite von 204 cm (Divisionsmethode: 1,057)
- Der MMA-Kämpfer Jon Jones mit einer Körpergröße von 193 cm und einer Armspannweite von 215 cm (Divisionsmethode: 1,114)[7]
- Der Basketballspieler Misan Nikagbatse mit einer Körpergröße von 192 cm und einer Armspannweite von 208 cm (Divisionsmethode: 1,083)[8]

Die bereits erwähnte umfangreiche koreanische Studie befasste sich auch mit der Veränderung verschiedener Körpermaße – unter anderem auch mit dem Affenindex, jedoch ohne den Begriff Affenindex zu verwenden – im Laufe der kindlichen Entwicklung an über 10.000 Kindern und kam zu dem Schluss, dass der Affenindex unabhängig vom Geschlecht mit zunehmendem Alter größer wird. Daneben stellten die Wissenschaftler fest, dass für Heranwachsende die gleichen Tendenzen wie für Erwachsene gelten: bei Gleichaltrigen haben größere Kinder einen höheren Affenindex.

## Einfluss auf die Kletterleistung
Unter Kletterern wird oftmals davon ausgegangen, dass eine möglichst hohe Affenindexzahl die Kletterleistung positiv beeinflusst. Dies basiert auf der Überlegung, dass bei gleicher Körpergröße längere Arme besser sind, da sie eine größere Greifreichweite ermöglichen. Diese Annahme berücksichtigt jedoch nicht, dass bei längeren Armen die Hebelverhältnisse ungünstiger sein können und dass die Reichweite auch von der Körperhöhe selbst abhängt. Ein größerer Kletterer kann deshalb trotz einer geringeren Affenindexzahl eine deutlich größere Greifreichweite haben als ein kleiner Kletterer mit größerem Affenindex.
Verschiedene Untersuchungen zeigten, dass kein signifikanter Zusammenhang zwischen dem Affenindex und der Kletterleistung besteht. Auch bei der maximal erreichbaren Distanz zwischen zwei Griffen bei dynamischen Kletterzügen hat weder der Affenindex noch die Körperhöhe einen entscheidenden Einfluss. Nach heutigem Erkenntnisstand gibt es also keinen Grund, von einem Einfluss der Affenindexzahl auf die Kletterleistung auszugehen.